# كيفن تساي
كيفن تساي (بالصينية: 蔡康永) (و. 1962  م) هو كاتب، ومقدم تلفزيوني، وممثل، ومخرج أفلام، وكاتب سيناريو تايواني، ولد في تايبيه.

## التعليم
تعلم في مدرسة يو سي إل إيه للمسرح والسينما والتلفزيون ‏، وتعلم في جامعة تونغهاي
.

## وصلات خارجية
- كيفن تساي على موقع IMDb (الإنجليزية)
- كيفن تساي على موقع قاعدة بيانات الفيلم (الإنجليزية)

- كيفن تساي في قاعدة بيانات الأفلام على الإنترنت